# Johann Nepomuk Hubert von Schwerz

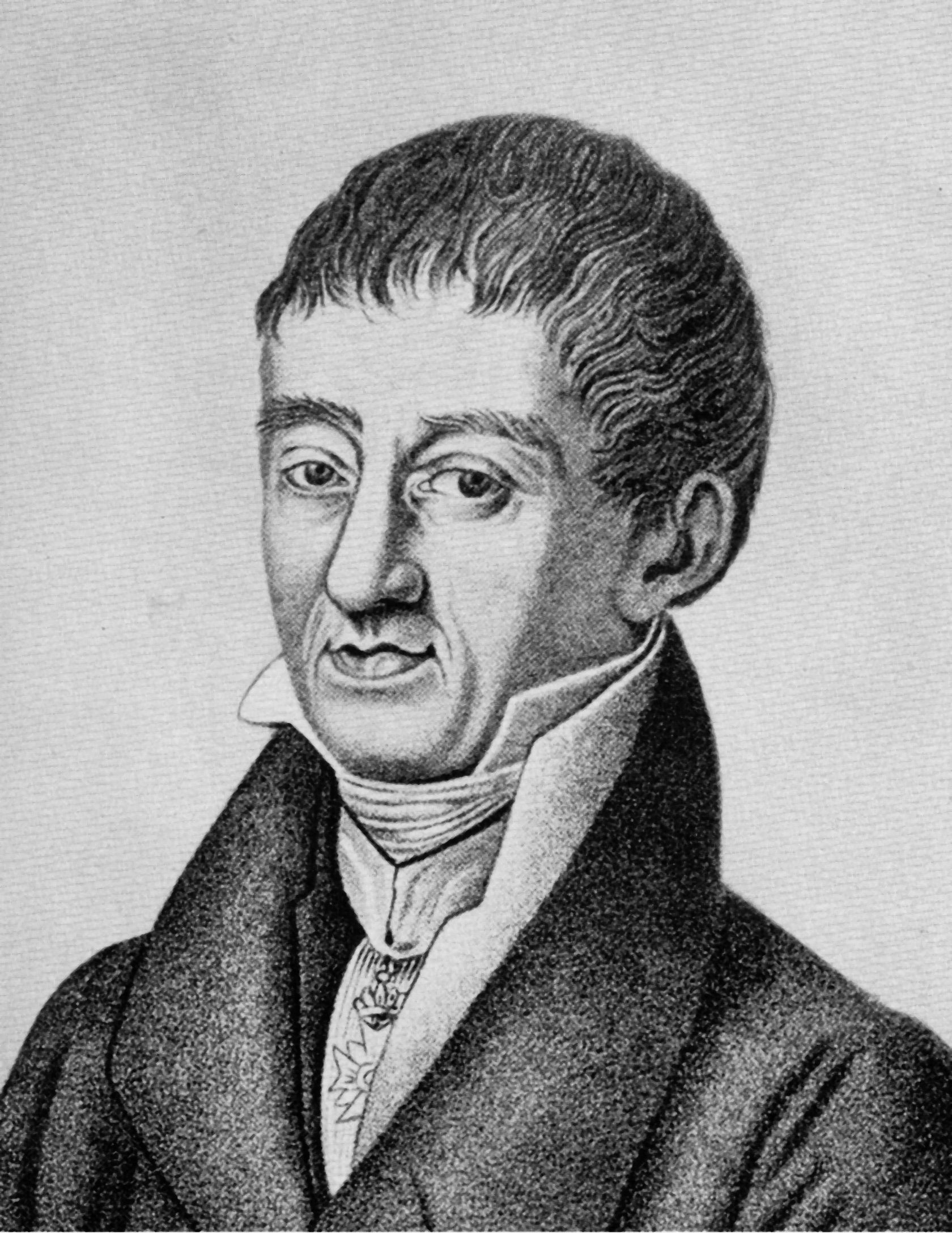
Johann Nepomuk Hubert von Schwerz

Johann Nepomuk Hubert Schwerz, ab 1821 von Schwerz, (* 11. Juni 1759 in Koblenz; † 11. Dezember 1844 ebenda) war ein deutscher Agrarwissenschaftler. Im Auftrag des Königs von Württemberg gründete er 1818 eine staatliche landwirtschaftliche Lehranstalt in Hohenheim (heute Universität Hohenheim). Schwerz gilt als der Hauptvertreter der empirisch-rationellen Schule der Landwirtschaftslehre.

## Lebensweg und Lebensleistung
Johann Nepomuk Hubert von Schwerz, Sohn eines Kaufmanns, besuchte das Jesuiten-Kollegium in Koblenz und war dann als Hauslehrer tätig, zunächst in St. Goar und seit 1783 im Bistum Lüttich bei dem Grafen von Renesse. Dessen Witwe bestellte ihn 1801 zum Verwalter der gräflichen Gutsbetriebe. In dieser Funktion fand Schwerz den Weg zur Landwirtschaft. Durch Studium der Fachliteratur, durch eigene Feldversuche und durch zahlreiche Studienreisen erwarb er sich ein umfassendes Wissen. Mit dem dreibändigen Werk Anleitung zur Kenntniss der belgischen Landwirthschaft (1807, 1808, 1811) begründete er seinen Ruf als Agrarwissenschaftler.
Seit 1810 wirkte Schwerz als Steuerinspektor in Straßburg (Elsass). Auch während dieser Tätigkeit studierte er auf vielen Reisen die Produktionsverhältnisse in der Landwirtschaft und publizierte 1816 zwei weitere Bücher: Beschreibung der Landwirthschaft im Nieder-Elsaß und Beobachtungen über den Ackerbau der Pfälzer. Er besuchte auch das von Philipp Emanuel von Fellenberg geleitete, seinerzeit international berühmte landwirtschaftliche Institut in Hofwyl (Schweiz) und veröffentlichte über diesen Studienaufenthalt ebenfalls ein informatives Fachbuch.
Auf Vorschlag von Albrecht Daniel Thaer trat Schwerz 1816 in preußische Dienste. Als Regierungsrat mit dem Sitz in Münster hatte er den Auftrag, die Provinzen Westfalen und Rheinpreußen zu bereisen, die dortige Landwirtschaft zu inspizieren und Vorschläge für deren zukünftige Entwicklung auszuarbeiten. Die von ihm verfassten Beschreibungen dieser Provinzen, die auszugsweise in den Möglinschen Annalen der Landwirthschaft veröffentlicht wurden, bildeten die Grundlage für sein 1836 erschienenes Alterswerk.
Im LVR-Freilichtmuseum in Kommern wird die Figur des preußischen Agrarökonomen von Schwerz durch Mitarbeiter dargestellt und den Besuchern nähergebracht.
1818 folgte Schwerz dem Ruf König Wilhelm I. von Württemberg, eine in seinem Land neu zu gründende landwirtschaftliche Lehranstalt als Direktor zu übernehmen. Die Anstalt, deren Gründung ursprünglich in Denkendorf bei Stuttgart geplant war, erhielt ihren endgültigen Sitz im benachbarten Hohenheim, wo sie am 20. November 1818 feierlich eröffnet wurde. Aus kleinsten Anfängen entwickelte sie sich im Laufe der Zeit zu einer bedeutenden Ausbildungsstätte (1847 Landwirtschaftliche Akademie, 1904 Landwirtschaftliche Hochschule, 1967 Universität Hohenheim). Das Lehrkonzept von Schwerz war stark geprägt von den sozialpädagogischen Ideen Philipp Emanuel von Fellenbergs. Die Feldarbeit der Bauern zu erleichtern, war ihm ein besonderes Anliegen.
Schwerz verbesserte u. a. die Anfang des 19. Jahrhunderts noch weitgehend ganz aus Holz angefertigten Pflüge. Die von ihm aus Belgien mitgebrachten „Brabanter oder Flandrischen Pflüge“ hat er in einer in Hohenheim eingerichteten Werkstatt weiterentwickelt und mit viel Überzeugungsarbeit in die praktische Landwirtschaft eingeführt. Aus seiner Hohenheimer Werkstatt entwickelte sich die erste deutsche Ackergerätefabrik, in der zwischen 1840 und 1850 bereits etwa 500 Pflüge hergestellt wurden.
In Hohenheim schrieb Schwerz sein Hauptwerk, das Lehrbuch Anleitung zum practischen Ackerbau, das 1823, 1825 und 1828 in drei Teilbänden erschienen ist und das in den folgenden Jahrzehnten mehrmals neu aufgelegt wurde. Im ersten Band behandelt Schwerz die klimatischen und bodenkundlichen Standortfaktoren für den Pflanzenbau und sehr ausführlich die Grünlandlehre, im zweiten Band den Anbau der wichtigsten Feldfrüchte und im dritten Band die Fruchtfolgesysteme. Das Werk gehört zu den besten pflanzenbaulichen Lehrbüchern seiner Zeit.
Schwerz, 1821 vom württembergischen König durch Verleihung des Ritterkreuzes und 1828 des Kommenturkreuzes des Ordens der Württembergischen Krone mit dem persönlichen Adelstitel ausgezeichnet, war Ehrenmitglied in etwa zwanzig landwirtschaftlichen Vereinen und in mehreren wissenschaftlichen Akademien. So wurde er 1822 als korrespondierendes Mitglied in die Académie des sciences in Paris aufgenommen. 1828 legte er sein Amt als Direktor der Hohenheimer Anstalt nieder. Er war unverheiratet geblieben und lebte seit 1829 in seiner Geburtsstadt Koblenz zusammen mit zweien seiner Schwestern. Er nahm Waisenkinder in sein Haus auf, für deren Erziehung er aufkam. Außerdem veröffentlichte er mehrere religiöse Erbauungsbücher. Während dieser Zeit vollendete er auch sein letztes großes wissenschaftliches Werk Beschreibung der Landwirthschaft in Westfalen und Rheinpreußen (1836), eine der wichtigsten Quellen für die Geschichte der rheinischen Landwirtschaft am Beginn des 19. Jahrhunderts.
Zuletzt völlig erblindet verstarb Schwerz im Alter von 85 Jahren. Sein Grab auf dem Hauptfriedhof in Koblenz wird als Ehrengrab von der Stadt gepflegt.
Wie Albrecht Daniel Thaer war auch Schwerz davon überzeugt, dass Landwirtschaft nach wissenschaftlichen Prinzipien betrieben werden muss. Aber Schwerz dachte bescheidener über die Erkenntnismöglichkeiten der Wissenschaft. Es ging ihm nicht so sehr um die Erforschung exakter rationeller Grundsätze, sondern er vertraute mehr auf Erfahrung. Vor allem durch langjährige Beobachtung und Beurteilung der natürlichen Standortfaktoren versuchte er zu wissenschaftlichen Erkenntnissen im Landbau zu gelangen. Mit seinen beispielhaften agrargeographischen Monographien und seiner Lehre von der relativen Vorzüglichkeit der Anbausysteme gilt Schwerz auch als einer der Väter des Regionalen Pflanzenbaus in Deutschland.
In Koblenz-Rauental und in Stuttgart-Hohenheim sind Straßen nach Schwerz benannt.

## Hauptwerke
- Anleitung zur Kenntniss der belgischen Landwirthschaft. Verlag Hemmerde und Schwetzke Halle. Bd. 1: 1807; Bd. 2: 1808; Bd. 3: 1811.
- Beschreibung und Resultate der Fellenbergischen Landwirthschaft zu Hofwyl. Verlag Brüder Hahn Hannover 1816.
- Beschreibung der Landwirthschaft im Nieder-Elsaß. Verlag G. Reimer Berlin 1816.
- Beobachtungen über den Ackerbau der Pfälzer. Verlag G. Reimer Berlin 1816.
- Bericht über die landwirthschaftliche Anstalt zu Hohenheim: Nebst dem vergleichenden Fruchtwechsel derselben. Verlag Metzler Stuttgart 1821.
- Anleitung zum practischen Ackerbau. Verlag J. G. Cotta´sche Buchhandlung Stuttgart und Tübingen. Bd. 1: 1823, Bd. 2: 1825, Bd. 3: 1828; 2. Aufl. 1837; 3. Aufl. 1843; 4. Aufl. 1857 (3. u. 4. Aufl. jeweils in zwei Bänden); Neubearbeitung von Victor Funk unter dem Titel Praktischer Ackerbau unter Hinzufügung der Viehzucht. Verlag Paul Parey Berlin 1882.
- Beschreibung der Landwirthschaft in Westfalen und Rheinpreußen. Mit einem Anhang über den Weinbau in Rheinpreußen. Bearbeitet von Karl Göriz. 2 Bde., Verlag J. G. Cotta Stuttgart und Tübingen 1836. – Faksimiledruck dieser Ausgabe in zwei Bänden. Bd. 1: Beschreibung der Landwirthschaft in Westfalen, Landwirtschaftsverlag Münster-Hiltrup; Bd. 2: Beschreibung der Landwirthschaft in Rheinpreußen, Rheinischer Landwirtschafts-Verlag Bonn (beide Bände ohne Angabe des Erscheinungsjahres, um 1980).[6]
- Blumen für die Ewigkeit. Gesammelt von Joh. Nepomuk von Schwerz. Verlag J. Hölscher Coblenz 1842.
- Joh. Nep. v. Schwerz´s landwirthschaftlicher Nachlaß. Enthaltend die Cultur der Handelsgewächse als Ergänzung des dritten Bandes seiner Anleitung zum practischen Ackerbau und Sammlung zerstreuter Blätter und Auszüge über verschiedene landwirthschaftliche Gegenstände. Bearbeitet und herausgegeben von Dr. H. W. von Pabst. Verlag J. G. Cotta Stuttgart und Tübingen 1845.